# Nissan MS
Nissan MS/M&S/FF-S — автомобильная платформа для переднеприводных автомобилей, впервые представленная в 2000 году компанией Nissan. Автомобили, построенные на этой платформе, имеют общий пол, двигатель, трансмиссию и компоненты шасси.

## Модельный ряд
- Nissan Almera N16
- Nissan Bluebird Sylphy G10
- Nissan Primera P12[5]
- Nissan Sunny/Nissan Sentra B15
- Nissan Almera Tino V10[6]
- Nissan Wingroad/Nissan AD Van Y11[7]
- Nissan X-Trail T30[8]
- Renault Samsung SM3/Nissan Almera Classic[9]
- Nissan Serena (C24)